# Hadziacz
Hadziacz (ukr. Гадяч, Hadiacz) – miasto na Ukrainie, w obwodzie połtawskim, nad rzeką Psioł.
W mieście rozwinął się przemysł materiałów budowlanych, spożywczy oraz paszowy.

## Historia
Hadziacz uzyskał prawa miejskie w 1634 roku. Był siedzibą starostwa niegrodowego, o które spór toczyli ze sobą Wiśniowieccy i Koniecpolscy. Po śmierci Stanisława Koniecpolskiego uzyskawszy w kancelarii koronnej stosowne upoważnienie 12 lipca 1646 Jeremi Wiśniowiecki zbrojnie zajął przedmiot sporu „strasznym strzelaniem z dział i hakownic miasta dobywając”, za co Aleksander Koniecpolski (1620–1659) pozwał go przed sąd sejmowy

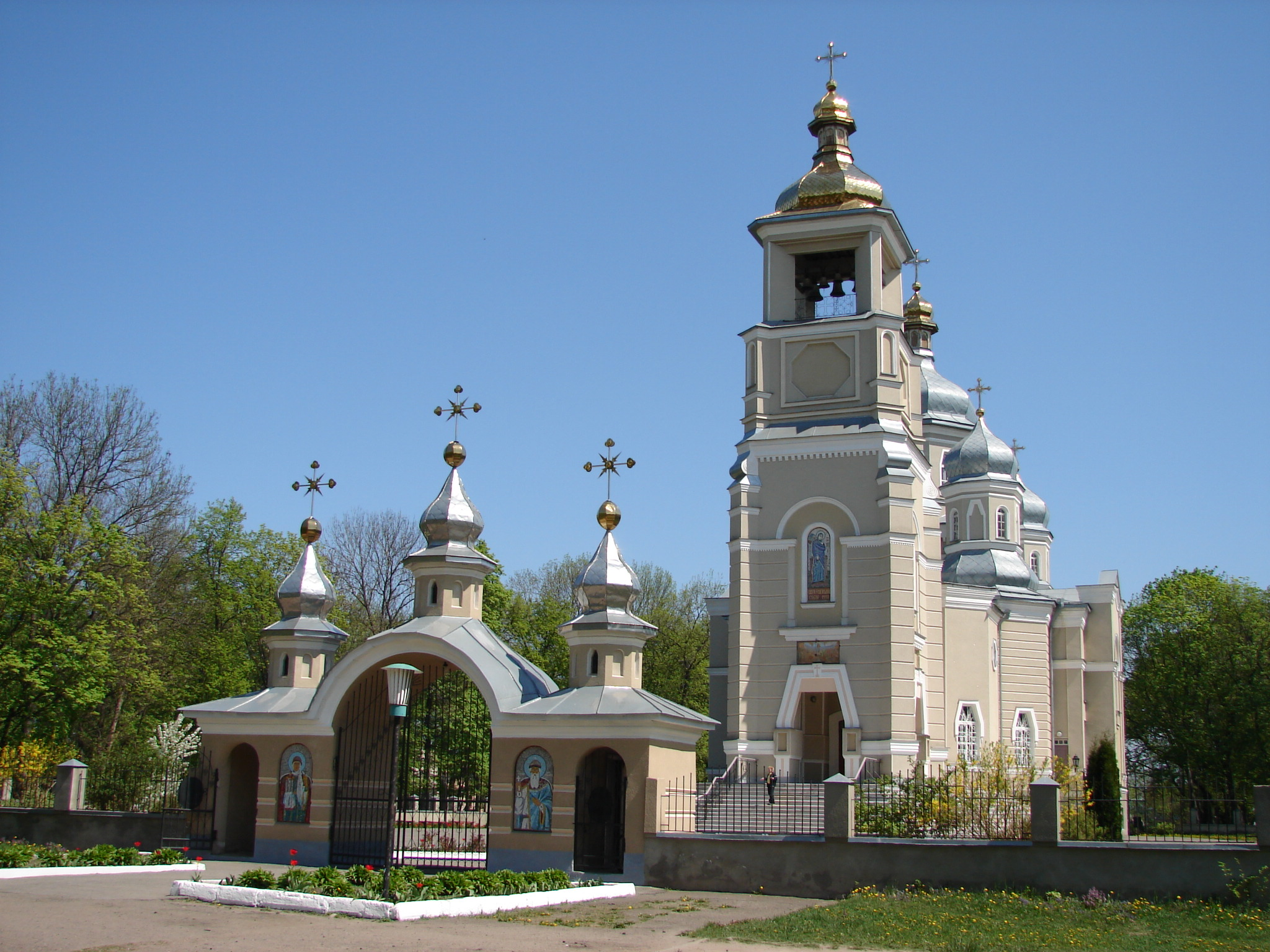
Sobór Zaśnięcia Matki Bożej (Ukraińskiego Kościoła Prawosławnego Patriarchatu Moskiewskiego)

### Unia hadziacka
16 września 1658 została zawarta tutaj ugoda Polski z Kozakami (zatwierdzona przez Sejm 12 maja 1659), przewidująca powstanie unii, w której Ruś stanie się częścią Rzeczypospolitej jako trzeci, równorzędny wobec Korony i Wielkiego Księstwa Litewskiego, podmiot z własnymi urzędami (stworzono funkcję marszałka ruskiego obok marszałka koronnego i litewskiego), wojskiem i trybunałem. Ugoda ta przewidywała również zrównanie w prawach prawosławia z katolicyzmem.
W wyniku późniejszych zawirowań wojennych w Polsce (wojna z Rosją) oraz buntu Kozaków przeciw Iwanowi Wyhowskiemu ugoda ta nie została zrealizowana.

### XX wiek
Podczas okupacji niemieckiej w czasie II wojny światowej, w sierpniu i wrześniu 1943, mieścił się tu niemiecki przejściowy obóz jeniecki Dulag 124.